# Abrothrix hershkovitzi
Abrothrix hershkovitzi là một loài động vật có vú trong họ Cricetidae, bộ Gặm nhấm. Loài này được Patterson, Gallardo, & Freas mô tả năm 1984.